# Oeneis arasaguna
Oeneis arasaguna är en fjärilsart som beskrevs av Jules Leon Austaut 1911. Oeneis arasaguna ingår i släktet Oeneis och familjen praktfjärilar. Inga underarter finns listade i Catalogue of Life.